# Pedro Brazão
Pedro Brazão (Lissabon, 30 december 2002) is een Portugees voetballer, die doorgaans speelt als aanvallende middenvelder. Brazão stroomde in april 2019 door uit de jeugd van OGC Nice.

## Clubcarrière
Brazão doorliep de jeugdreeksen van SF Damaiense en werd in september 2018 overgenomen door de jeugdploeg van OGC Nice. In april 2019 stroomde Brazão door naar de eerste ploeg. Op 20 april 2019 maakte hij zijn debuut op het hoogste Franse niveau. Dertien minuten voor tijd kwam hij Patrick Burner vervangen in de thuiswedstrijd tegen SM Caen die met 0–1 verloren werd.

## Clubstatistieken
| Seizoen | Club     | Competitie | Competitie | Competitie | Beker | Beker | Internationaal | Internationaal | Totaal | Totaal |
| Seizoen | Club     | Competitie | Wed.       | Dlp.       | Wed.  | Dlp.  | Wed.           | Dlp.           | Wed.   | Dlp.   |
| ------- | -------- | ---------- | ---------- | ---------- | ----- | ----- | -------------- | -------------- | ------ | ------ |
| 2018/19 | OGC Nice | Ligue 1    | 1          | 0          | 0     | 0     | —              | —              | 1      | 0      |
| Totaal  | Totaal   | Totaal     | 1          | 0          | 0     | 0     | 0              | 0              | 1      | 0      |

Bijgewerkt op 22 mei 2019.

## Interlandcarrière
Brazão is Portugees jeugdinternational.